# Tepoztēcatl

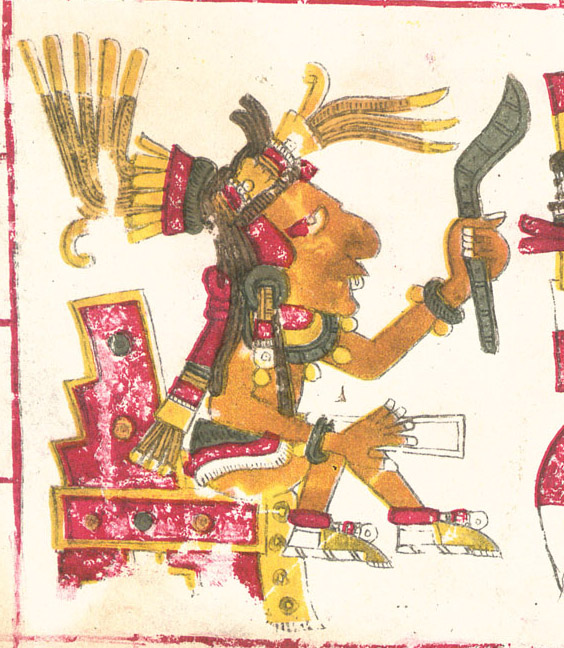
Tepoztēcatl, representado no Codex Borgia

Na mitologia asteca, Tepoztēcatl [teposˈteːkat͡ɬ] (de tepoztli "metal trabalhável"[teˈpost͡ɬi] e tēcatl "pessoa"[ˈteːkat͡ɬ] ) ou Tēzcatzontēcatl [teːskat͡sonˈteːkat͡ɬ] (de tēzcatl[teːskat͡ɬ] "espelho", tzontli "quatrocentos"[ˈt͡sont͡ɬi] e tēcatl "pessoa"[ˈteːkat͡ɬ] ) era o deus do pulque, da embriaguez e da fertilidade. A divindade também era conhecida por seu nome de calendário, Ometochtli ("dois coelhos"). Ele é consorte de Mayahuel , que é uma máscara-avatar de Xōchiquetzal.
De acordo com o mito asteca, Tepoztēcatl foi um dos Centzon Tōtōchtin, os quatrocentos filhos de Mayahuel, da deusa da planta maguey, e Patecatl , o deus que descobriu o processo de fermentação. Como uma divindade de pulque, Tepoztēcatl foi associado a cultos de fertilidade e a Tlaloc. Tepoztēcatl também foi associado com o vento, daí derivando um nome alternativo de Ehecacone, filho do vento. 
Tepoztēcatl é representado no Códice Mendoza portando um machado de cobre.
El Tepozteco, no estado mexicano de Morelos, é um sítio arqueológico nomeado em homenagem a esta deidade. O sítio era um local sagrado para peregrinos de locais tão distantes quanto Chiapas e Guatemala. Possui uma pequena pirâmide construída sobre uma plataforma com altura combinada de 9,5 metros, localizada em uma montanha com vista para a cidade de Tepoztlán.